# Stetson
Stetson és una població dels Estats Units a l'estat de Maine (EUA). Segons el cens del 2000 tenia 981 habitants.

## Demografia
Segons el cens del 2000, Stetson tenia 981 habitants, 383 habitatges, i 273 famílies. La densitat de població era de 10,9 habitants/km².
Dels 383 habitatges en un 33,2% hi vivien nens de menys de 18 anys, en un 60,1% hi vivien parelles casades, en un 7% dones solteres, i en un 28,7% no eren unitats familiars. En el 21,1% dels habitatges hi vivien persones soles el 7,3% de les quals corresponia a persones de 65 anys o més que vivien soles. El nombre mitjà de persones vivint en cada habitatge era de 2,56 i el nombre mitjà de persones que vivien en cada família era de 2,95.
Per edats la població es repartia de la següent manera: un 26,3% tenia menys de 18 anys, un 7,6% entre 18 i 24, un 30,1% entre 25 i 44, un 26,7% de 45 a 60 i un 9,3% 65 anys o més.
L'edat mediana era de 37 anys. Per cada 100 dones de 18 o més anys hi havia 102 homes.
La renda mediana per habitatge era de 30.606 $ i la renda mediana per família de 32.337 $. Els homes tenien una renda mediana de 24.583 $ mentre que les dones 20.724 $. La renda per capita de la població era de 13.626 $. Entorn del 12,7% de les famílies i el 17,5% de la població estaven per davall del llindar de pobresa.